# Diablos danzantes de Patanemo

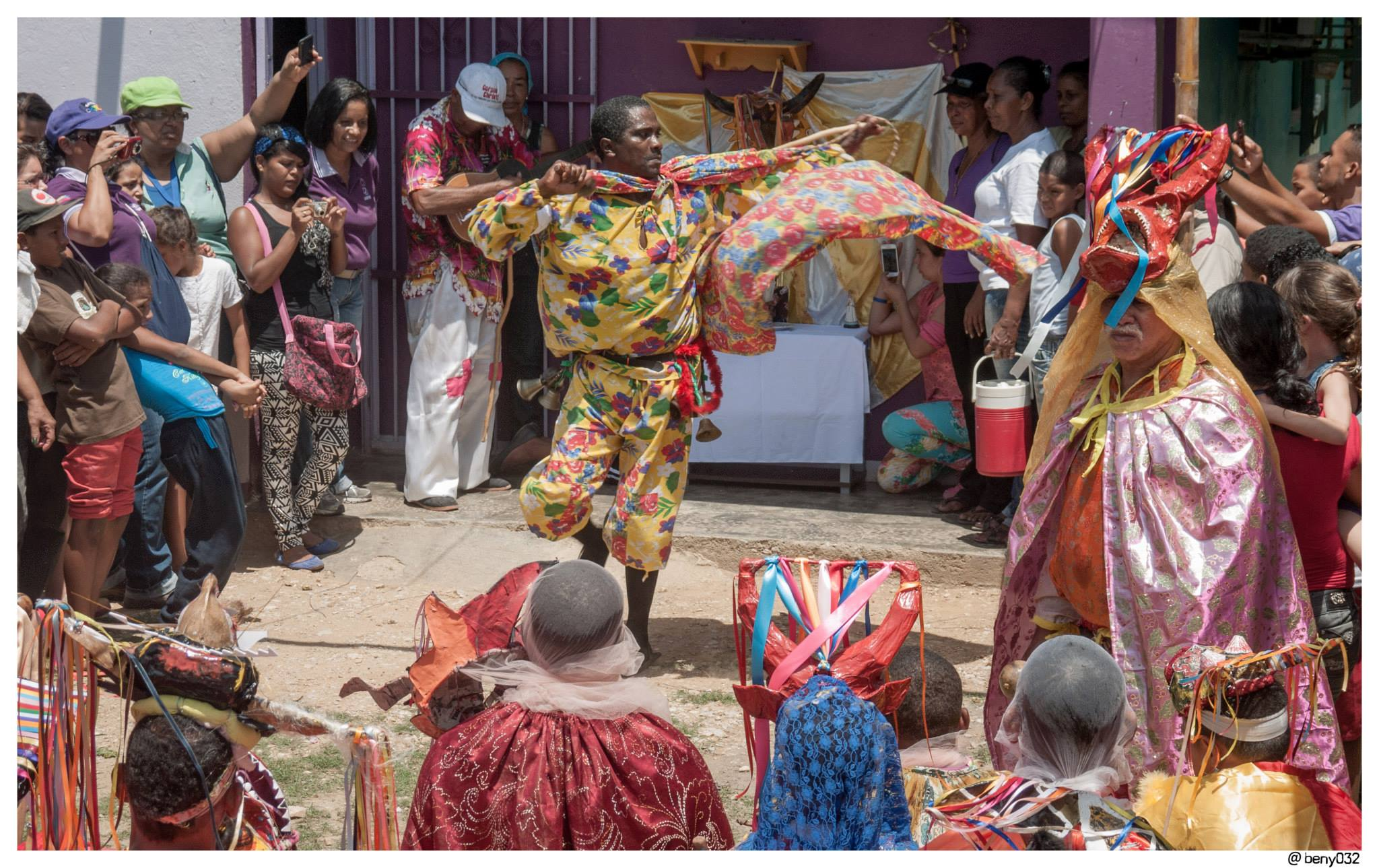
Diablos danzantes de Patanemo

Los Diablos danzantes de Pantanemo, al igual que los Diablos de Yare se realizan el día de Corpus Christi en la parroquia de Patanemo, Municipio Puerto Cabello, del estado Carabobo (Venezuela).
La Bahía de Patanemo ofrece, tanto a visitantes como locales, blancas arenas y aguas azul turquesa de belleza inigualable. Este territorio del país alberga una de las cofradías de los Diablos Danzantes de Venezuela más antiguas, ya que su origen se remonta a 1721. Esta sociedad en particular se da un baño de purificación en el río “El paso de Belén”, como parte del ritual de los diablos danzantes.
Esta cofradía en específico realiza las máscaras dos meses antes del día de Corpus Christi, en ellas recrean animales como peces, perros, cochinos, pericos y dragones; las mismas son hechas a base de cartón con engrudo y se deben renovar cada año.
Los trajes son de rayón estampado o satén, pero antes de usarlos deben ser santiguados por el capataz; las mujeres se visten con batas de colores, no usan máscaras, a veces bailan y a veces colaboran con el cuidado de los niños durante la danza. Utilizan el cuatro con las cuerdas volteadas y la danza es acompañada por unas maracas y por campanas o cencerros.

## Declaración de Patrimonio Cultural Inmaterial de la Humanidad
Los Diablos danzantes de Corpus Christi ingresaron, junto con otras 11 cofradías del país, a la lista representativa del Patrimonio Cultural Inmaterial de la Humanidad que aprueba la Organización de la Naciones Unidas para la Educación, Ciencia y la Cultura (Unesco), en París, el 6 de diciembre del año 2012.
Once cofradías, enraizadas en igual número de comunidades de
Venezuela desde hace cerca de cuatrocientos años, se rinden ante el
Santísimo Sacramento, el noveno jueves después del Jueves Santo,
integrados a la celebración católica del Corpus Christi. En cada
una de estas comunidades, las vestimentas, los bailes e instrumentos
utilizados son diferentes, pero tienen en común una ceremonia plena
de religiosidad popular, devoción y fe desprendida, en la que
concurren los elementos de las culturas africanas y originarias, en
una tradición transmitida de padres a hijos, signada por la participación
popular, la resistencia cultural, el desarrollo de vínculos
solidarios y la celebración de la espiritualidad.
Cada una de estas diabladas, que hoy se consideran Patrimonio
Cultural Inmaterial de la Humanidad, constituyen una expresión
profunda de la venezolanidad y nos hacen sentir orgullosos de nuestra
condición de pueblo multiétnico y pluricultural, perseverante y
hermanado en la tarea de fortalecer nuestro destino de patria
independiente y soberana.
Este reconocimiento de la UNESCO a los Diablos Danzantes de Corpus
Christi de Venezuela proyecta con intensidad al pueblo venezolano en
el resto del mundo, desde una de sus prácticas culturales de mayor
arraigo y trascendencia, y lleva un mensaje de amor, paz y
solidaridad para todos los Pueblos.